# ГЕС Кастрехон
ГЕС Кастрехон (ісп. Castrejon) — гідроелектростанція у центральній частині Іспанії. Знаходячись перед ГЕС Асутан, започатковує серію потужних станцій у середній течії Тахо (найбільша річка Піренейського півострова, що впадає в Атлантичний океан уже на території Португалії біля Лісабона).
Для роботи станції річку перекрили земляною греблею висотою 26 метрів та довжиною 1336 метрів, на спорудження якої пішло 743 тис. м3 матеріалу. Вона утримує водойму об'ємом 43,6 млн м3, з якої починається дериваційний канал, прокладений по правобережжю долини Тахо. При довжині майже в 17 км, він проходить на своєму шляху ще через два невеликі водосховища, створені на її правих притоках Каньярес та Ел-Карпіо. В обох випадках їх утримують земляні греблі висотою 19 та 30 метрів при довжині 160 та 134 метри відповідно. Об'єм сховищ Каньярес та Ел-Карпіо становить 0,3 та 1,5 млн м3.
Розташований у кінці дериваційного каналу машинний зал обладнаний чотирма турбінами типу Каплан загальною потужністю 80,8 МВт, що працюють при напорі 34 метри та виробляють 135 млн кВт-год електроенергії на рік.
Зв'язок з енергосистемою відбувається по ЛЕП, що працюють під напругою 45 та 132 кВ.